# آلن هایم
اَلن هایم (انگلیسی: Alan Heim؛ زادهٔ ۳۱ مهٔ ۱۹۳۶) یک تدوین‌گر اهل ایالات متحده آمریکا است.
وی در سال ۱۹۷۹ میلادی، بابت تدوین فیلم «اینطور چیزها»، برندهٔ جایزه اسکار بهترین تدوین و همچنین جایزهٔ بفتای «بهترین تدوین» شد.

## گزیدهٔ آثار
- زن دیگر (۲۰۱۴)
- نگهبان خواهر من (۲۰۰۹)
- آلفا داگ (۲۰۰۶)
- دفترچه خاطرات (۲۰۰۴)
- تاریخ مجهول آمریکا (۱۹۹۸)
- بیلی باتگیت (۱۹۹۱)
- اینطور چیزها (۱۹۷۹)
- مو (۱۹۷۹)
- شبکه (۱۹۷۶)
- لنی (۱۹۷۴)